# Kent Massey
Joseph Kent Massey (Oklahoma City, 2 de abril de 1952) é um velejador estadunidense, medalhista olímpico. Ele competiu nos Jogos Olímpicos de Verão de 1996 na classe Soling e conquistou a medalha de bronze, ao lado de Jeff Madrigali e Jim Barton. Dois anos antes, a tripulação também conquistou o bronze no Campeonato Mundial em Helsinque.